# Paserin
Paserin (niedersorbisch Póžarin) ist ein Ortsteil der Stadt Luckau im brandenburgischen Landkreis Dahme-Spreewald.

## Lage
Paserin liegt in der Niederlausitz. Benachbarte Orte sind Kümmritz im Norden, Zieckau im Nordosten, Pelkwitz im Osten, Zöllmersdorf im Südosten, Uckro im Süden sowie Pitschen-Pickel im Westen. Südlich von Paserin verläuft die Bundesstraße 102. Südlich von Paserin verläuft die Bahnstrecke Falkenberg–Beeskow, westlich die Bahnstrecke Berlin–Dresden.

## Geschichte

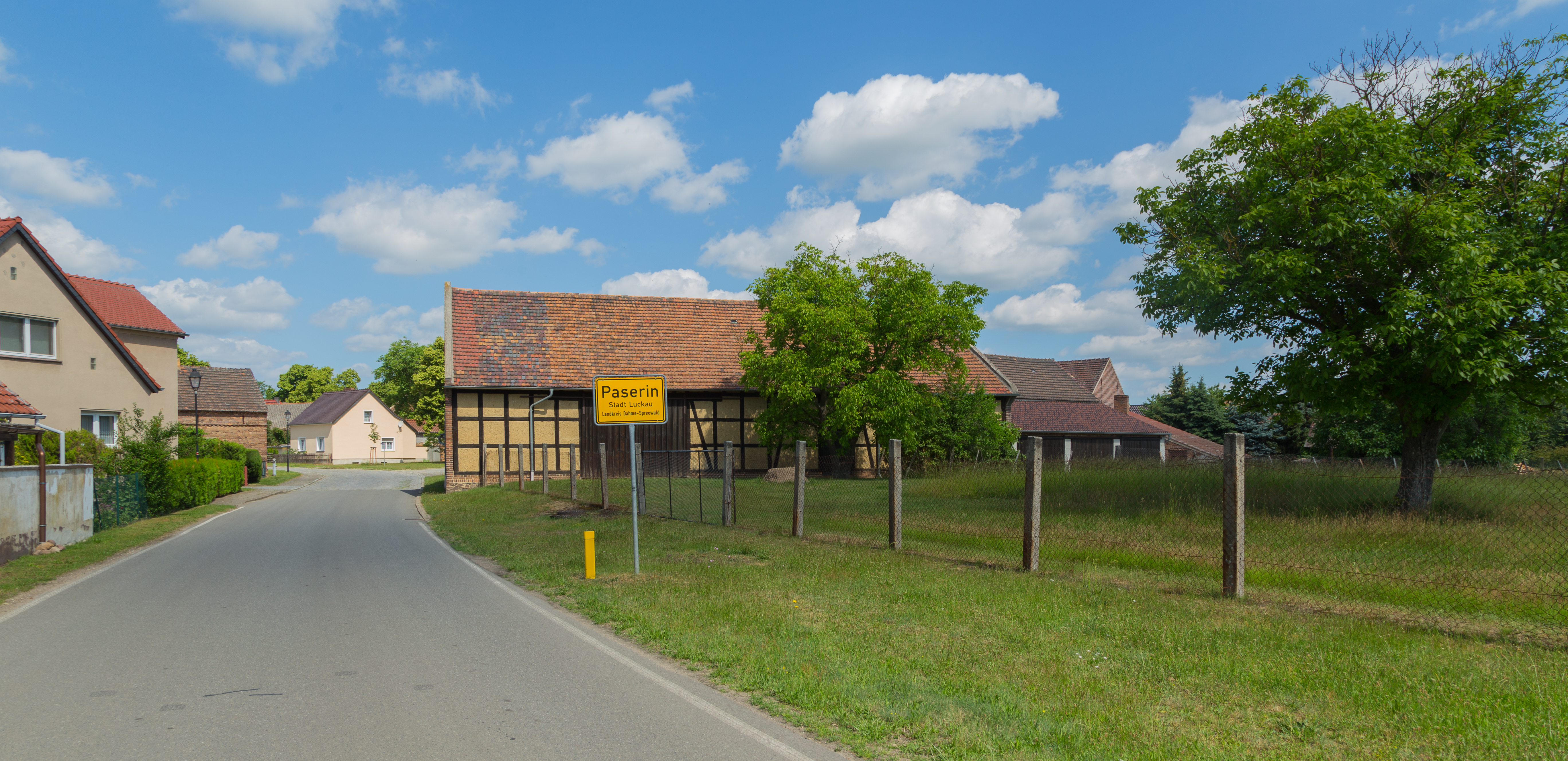
Ortseingang von Paserin

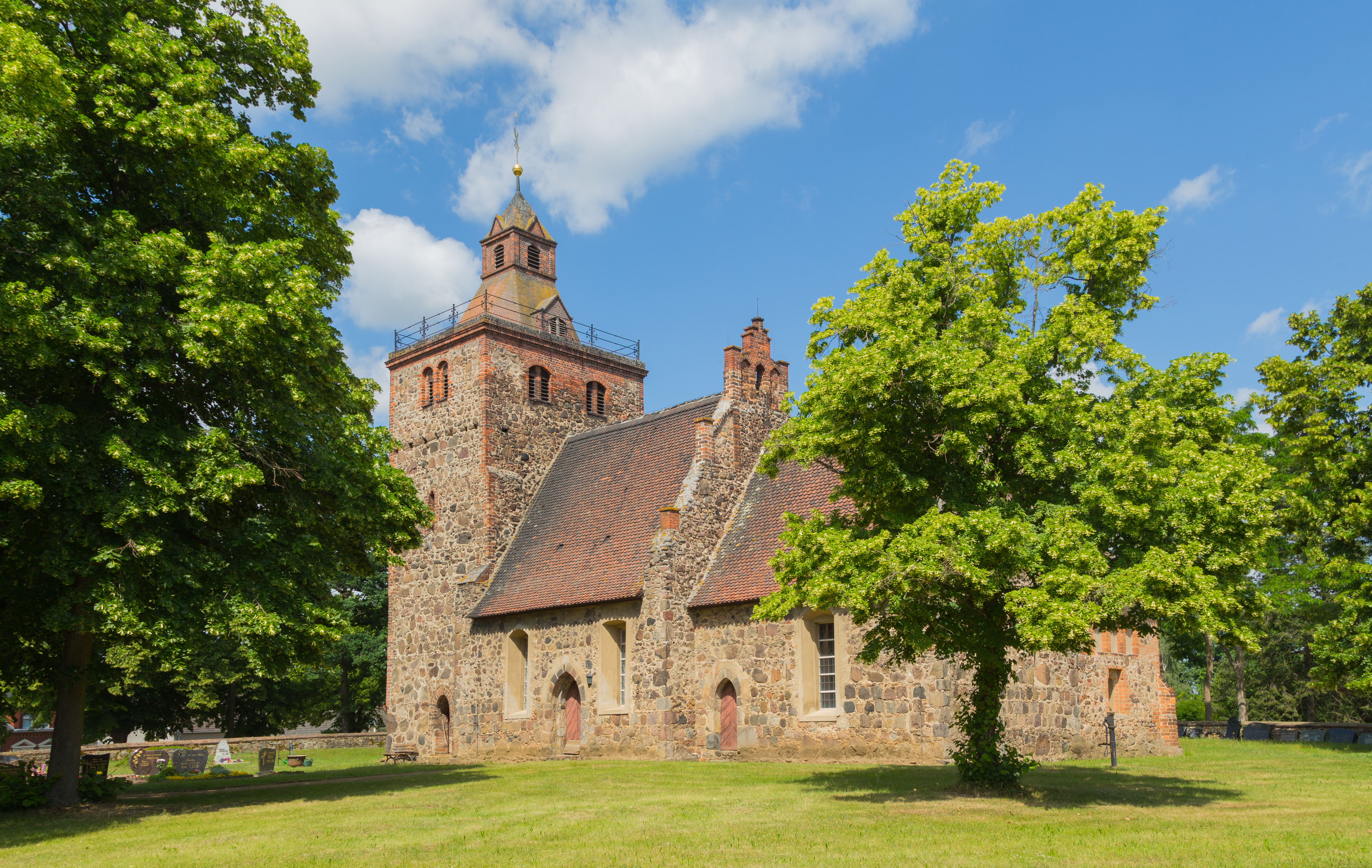
Dorfkirche Paserin

Paserin wurde erstmals im Jahr 1290 urkundlich erwähnt. Der Ortsname stammt vermutlich von dem niedersorbischen Begriff pozar für Brandrodung ab, was ein Hinweis auf die Entstehung des Ortes ist. Das Rittergut Paserin gehörte im 19. Jahrhundert lange gemeinsam mit Pitschen und Pickel zum Rittergut Uckro. Dieser gesamte Gutskomplex hatte eine Gesamtgröße von 1760 ha. Für Paserin selbst standen zuletzt 340 ha, davon 140 ha Acker, 81 ha Wiesen, 1 ha Umwege und 118 ha Wald zu Buche. Eigentümer waren die Vertreter der mit 1865 spät geadelten Familie von Uckro, beginnend mit Ludwig (1792–1874), Friedrich Wilhelm Emil (1827–1900), dem Regierungsrat Paul (1862–1919), Hanns (Johannes genannt) (1901–1943) und dessen Sohn Hanns-Detlef als Erben. Das Besitztum war zwischenzeitlich einen Fideikommiss, ein unteilbares und nur in der männlichen Linie an eine Person weiter vererbbares Gut.
Paserin gehörte ab dem 25. Juli 1952 zum neu gebildeten Kreis Luckau. Am 1. Januar 1974 wurde die Gemeinde Paserin nach Uckro eingemeindet. Als Bestandteil der Gemeinde Uckro gehörte Paserin vom 25. Mai 1992 bis zum 31. Mai 2002 zum Amt Luckau. Nach der Kreisreform in Brandenburg am 6. Dezember 1993 kam die Gemeinde Uckro mit dem Ortsteil Paserin zum neu gebildeten Landkreis Dahme-Spreewald. Am 1. Juni 2002 wurden Uckro und Paserin in die Stadt Luckau eingemeindet.

### Bevölkerungsentwicklung
| 1875 | 278 | 1890 | 244 |
| 1910 | 269 | 1925 | 241 |
| 1933 | 200 | 1939 | 183 |
| 1946 | 272 | 1950 | 260 |
| 1964 | 185 | 1971 | 162 |